# Het raadsel van Kiekebilleke
Het raadsel van Kiekebilleke is het 208ste stripverhaal van Jommeke. De reeks wordt getekend door striptekenaar Jef Nys.

## Verhaal
Jommeke brengt een bezoek aan Estella Saprinetta die hij al eerder had ontmoet in album 89. Estella gaat op reis en Jommeke mag haar gezelschap houden en mag mee. Later zoekt Jommeke ook Stefanie Stekkebeen op. Daar maakt hij ook kennis met Stefanie Kiekebilleke. Stefanie Kiekebilleke blijkt met een groot probleem te zitten en ze trekken naar haar huis. Daar op zolder vinden ze een oude kist met een hoop verscheurde papieren en het testament van de oom van Stefanie Kiekebilleke. Ondertussen horen Kwak en Boemel een en ander over een schat van de oom. Als nu ook Anatool erbij komt, is de jacht op de schat open. Met de boot trekt de hele bende naar Polynesië, een eilandengroep in de Grote Oceaan. Daar moet volgens de kaart de schat ergens verborgen liggen. Aangekomen op dat eiland begint de zoektocht. Later vinden ze een kist. Maar plots komen Anatool, Kwak en Boemel tevoorschijn. Ze stelen de kist en openen de kist. Wat blijkt: de kist is leeg! Jommeke onderzoekt de kist en vindt in een valse bodem een brief. Daarmee komen ze te weten dat de schat helemaal niet zo ver van huis is. De oom hield van een grapje en zette de schattenzoekers op een verkeerd spoor door een valse kaart. Terug thuis vinden ze in het huis van de man een geheime plaats. Daar vinden ze weer een brief. Met deze laatste brief wordt uiteindelijk de echte schat gevonden. Alles loopt goed af.

## Achtergronden bij het verhaal
- Eerder kwam Stefanie Stekkebeen al voor in album 200, later is ze ook te zien in album 238.
- Een beeldplaatje uit dit album is later gebruikt in album De Buljanus-dreiging voor de Urbanus-stripreeks.
- In dit verhaal is er ook een korte les over de ontdekking van Polynesië.